# Асинергија
Асинергија  је губитак физиолошких синергијских (пријатељских) покрета током сложених моторичких активности или немогућност истовременог извођења различитих елементарних покрета који чине моторичку активност.  У случају мишића, асинергија је недостатак координације између мишића агониста и мишића антагониста. Класичан пример је моторичка некоординација током теста прст-нос.
Према томе асинергија изражава немогућност повезивања елементарних покрета,  па се они код асинергије не могу истовремено извршити да би се обавила кинетичка активност, што објашњава разградњу вољног кретања. На пример, прелазак из лежећег у седећи положај не може се обавити без савијања бутина на карлицу и подизања пета од равни кревета, док код чучњева нема подизања пета.

## Опште информације
Асинергија настаје када групе мишића не могу да функционишу складно и долази до слома покрета. Ово се манифестује дисбалансом у стајању, сломом гестикулације и финих гестова. Код нормалног појединца, када се глава и труп нагињу уназад, ноге се савијају да би компензовале нагиб и не падају. Када постоји церебелопатија, ови синергијски компензаторни покрети се више не изводе и, када је глава нагнута уназад, пацијент се руђи осим ако није подржан од стране друге особе.

## Тестови за утврђивање асинергије
Најчешћи тестови за утврђивање асинергије су:
- Тест у коме се од пацијента, који стоји са спојеним ногама, тражи да се савије назад. Нормално, у исто време када је глава забачена уназад, ноге се синергијски савијају у зглобовима колена, што помаже у одржавању стабилности тела. Са церебеларном патологијом, нема коњугалног кретања у зглобовима колена, а приликом забацивања главе уназад, пацијент одмах губи равнотежу и пада у истом правцу.
- Тест у коме се од пацијента, који стоји са спојеним ногама, тражи  да се одмара на длановима лекара, који их затим изненада уклања. Ако пацијент има церебеларну асинергију, он пада напред (симптом Ожеховског). Нормално, постоји благо одступање тела уназад или особа остаје непомична.
- Тест у коме се од пацијента, који лежи на леђима на тврдом кревету без јастука са раширеним ногама у ширини рамена, тражи да прекрсти руке на грудима, а затим седне. Због одсуства коњугалних контракција глутеалних мишића, пацијент са малом патологијом не може да причврсти ноге и карлицу на подручје подршке, не може да седне, док се ноге пацијента, подижући се са кревета, подижу нагоре (асинергија према Бабинском) .